# Eden (Texas)
Eden és una població dels Estats Units a l'estat de Texas. Segons el cens del 2000 tenia 2.561 habitants.

## Demografia
Segons el cens del 2000, Eden tenia 2.561 habitants, 499 habitatges, i 333 famílies. La densitat de població era de 406,9 habitants per km².
Dels 499 habitatges en un 32,1% hi vivien nens de menys de 18 anys, en un 51,9% hi vivien parelles casades, en un 12,8% dones solteres, i en un 33,1% no eren unitats familiars. En el 31,7% dels habitatges hi vivien persones soles el 17,6% de les quals corresponia a persones de 65 anys o més que vivien soles. El nombre mitjà de persones vivint en cada habitatge era de 2,39 i el nombre mitjà de persones que vivien en cada família era de 3.
Per edats la població es repartia de la següent manera: un 12,3% tenia menys de 18 anys, un 12,7% entre 18 i 24, un 47,4% entre 25 i 44, un 16,6% de 45 a 60 i un 11% 65 anys o més.
L'edat mediana era de 34 anys. Per cada 100 dones de 18 o més anys hi havia 320,6 homes.
La renda mediana per habitatge era de 28.636 $ i la renda mediana per família de 34.750 $. Els homes tenien una renda mediana de 17.341 $ mentre que les dones 20.000 $. La renda per capita de la població era de 12.119 $. Aproximadament el 8,8% de les famílies i el 15,6% de la població estaven per davall del llindar de pobresa.

## Poblacions més properes
El següent diagrama mostra les poblacions més properes.